# Реча (Катеаска)
Реча (рум. Recea) насеље је у Румунији у округу Арђеш у општини Катеаска. Oпштина се налази на надморској висини од 272 m.

## Становништво
Према подацима из 2011. године у насељу је живело 237 становника.